# Lee Bo-young
Đây là một tên người Triều Tiên, họ là Lee.
Lee Bo-young (sinh ngày 12 tháng 1 năm 1979) là nữ diễn viên người Hàn Quốc. Cô được biết đến với vai diễn trong các phim truyền hình Người yêu dấu (2005), Seo-young của bố (2012), Đôi tai ngoại cảm (2013), Lời thì thầm (2017), Người mẹ (2018), Khi tình yêu rở rộ (2020), Sở hữu (2021).

## Sự nghiệp

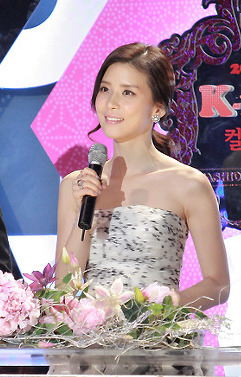
Lee Bo-young năm 2012

Lee Bo Young đoạt danh hiệu Hoa hậu Hàn Quốc Daejeon và xung quanh tỉnh Nam Chungcheong vào năm 2000. Sau khi học ngành văn học Hàn Quốc tại Đại học nữ giới Seoul, mơ ước ban đầu của cô là trở thành người dẫn chương trình tin tức. Năm 2002, cô là một trong 15 người lọt vào vòng chung kết của kỳ tuyển dụng hàng năm của đài MBC, nhưng cuối cùng lại không nhận được việc. Thay vào đó, cô trở thành người mẫu, và được chọn là người mẫu quảng cáo độc quyền cho Asiana Arlines. Đây là bước đầu tiên để cô gia nhập giới giải trí.
Lee Bo Young ra mắt với tư cách diễn viên vào năm 2003, những vai diễn đầu tay của cô là ở trong bộ phim People of the Water Flower Village (2004) cùng Song Il-gook, và vai diễn phản diện trong Điệu nhảy cuối cùng (2004).
Năm 2005, Lee Bo Young đóng vai chính đầu tiên trong bộ phim truyền hình dài tập Sweetheart My Darkling My, tiếp theo là vai công chúa của nước Silla trong bộ phim dã sử Thự Đồng ca với Jo Hyun Jae. Trong những năm tiếp theo, cô tham gia các phim truyền hình như Mr.Goobye với Ahn Jae-wook, Queen of the Game với Joo Jin-mo và Becoming a Billionair(tên khác là Birth of the Rich) với Ji Huyn-woo - nhưng không được giới phê bình cũng như khán giả quan tâm.
Sau khi tham gia các bộ phim My Brother (2004), A Dirty Carnival (2006), Lee Bo Young tiếp tục diễn xuất trong bộ phim điện ảnh đầu tiên là Ngày xửa ngày xưa(2008). Phim lấy bối cảnh chế độ thực dân trong những năm 1940, cô và Park Yong-woo đóng vai hai kẻ lừa đảo khét tiếng đi trộm một viên kim cương từ quân đội Nhật Bản.
Hai bộ phim của Lee Bo Young phát hành năm 2009 đều thuộc dòng phim buồn. Trong More Than Blue, Kwon Sang-woo vào vai một người bị bệnh nan y đã giục người bạn tri kỉ của mình (Lee Bo Young) cưới một bác sĩ giàu có (Lee Beom-soo), những bi kịch trong phim được xen lẫn với sự lãng mạn. Trong khi đó trong I am Happy, Bo Young vào vai một y tá chăm sóc bệnh nhân tâm thần (Hyun Bin), từ đây học tìm thấy họ tìm thấy được sự cảm thông qua hoàn cảnh khắc nghiệt và thực tế đau khổ.
Năm 2010, Lee tham gia bộ phim truyền hình cáp Harvest Villa cùng Shin Ha-kyun, Athena: Goddess of the war, Hooray for love(2011) với Lee Tae Sung, và Người đàn ông đến từ xích đạo với Uhm Tae-woong.
Sau đó, cô đóng vai chính trong Seo-young của cha. Bo Young vào vai một người con giận bố (Chun Ho-jin) mình vì nghiện cờ bạc mà dẫn đến cái chết của mẹ nhưng cô vẫn cố gắng giữ cho gia đình được hòa thuận và gắn kết với nhau. Lee Bo Young chia sẻ rằng Seo-young là vai diễn cần chiều sâu cảm xúc hơn bất cứ vai diễn nào trước đây của cô, khiến cô mất rất nhiều sức lực, nhưng cũng làm cô cảm thấy vô cùng tự hào. Bộ phim gia đình này mang lại sự thành công lớn nhất từ khi bước chân vào nghề diễn viên của Lee Bo Young, nó đứng đầu bảng xếp hạng hàng tuần trong 22 tuần liên tiếp, đạt mức rating tập cuối là 47,6%, và được đánh giá là bộ phim có mức rating cao nhất năm 2013.
Cô tiếp tục tham gia vào bộ phim Đôi tai ngoại cảm và cũng thu hút được nhiều sự chú ý trong thời gian nó phát sóng. Trong phim, Bo-young thủ vai một nữ luật sư cá tính, 10 năm trước từng ra làm chứng để giúp đỡ cho một cậu bé có khả năng siêu phàm (Lee Jong-suk) khi cha cậu bị giết. Giới phê bình đánh giá với vai diễn cứng đầu và ương bướng này, Lee Bo-young đã thoát khỏi hình ảnh điềm đạm, thanh lịch trước kia. Bộ phim đã đưa lại cho cô rất nhiều giải thưởng, trong đó có giải Daesang (Grand Prize), danh hiệu cao quý nhất tại SBS Drama Awards.
Trong năm 2014, Lee Bo Young tham gia vào bộ phim God's Gift - 14 Days trong vai một người mẹ quay lại 14 ngày trước để cứu con gái mình khỏi nguy hiểm. Dù bộ phim không tạo được tiếng vang như mong đợi nhưng diễn xuất của Lee Bo Young được khán giả xem truyền hình cũng như giới chuyên môn đánh giá rất cao.
Năm 2017, Lee Bo Young một lần nữa hợp tác cùng nam diễn viên Lee Sang Yoon trong bộ phim hành động Whisper. Cô vào vai Shin Young Joo – một nữ cảnh sát gan dạ, nóng tính và luôn vì lẽ phả. Cô cùng với Lee Dong Joon (Lee Sang Yoon) vạch trần những mảng tối trong giới luật pháp, minh oan cho người cha bị vu khống tội giết người. Qua đó hai người cũng nhận ra tình cảm dành cho đối phương. Lee Bo Young đã đạt danh hiệu Nữ diễn viên xuất sắc hàng đầu cho vai diễn này (SBS Drama Award 2017).
Năm 2018, Lee Bo Young tham gia bộ phim Mother của đài tvN, tác phẩm được làm lại từ bộ phim truyền hình nổi tiếng cùng tên của Nhật, được dự đoán sẽ gây tiếng vang lớn nhờ nội dung đậm tính nhân văn về tình mẫu tử. Lee Bo Young đã khắc họa rất xuất sắc tâm trạng phức tạp của nhân vật Soo Jin khi dám hành động vì bé Hye Na. Bộ phim đã lấy đi bao nước mắt của khán giả và trở nên nổi bật giữa dàn phim hot của Hàn Quốc trong thời gian công chiếu.
Lee Bo Young vừa mới có một màn comeback sau 2 năm sinh bé thứ hai với When My Love Blooms (2020)

## Các hoạt động khác
Lee Bo Young tham gia vào các hoạt động bảo vệ môi trường, bao gồm Công ước Liên hợp quốc về chống sa mạc hóa.
Năm 2013, Lee Bo Young là MC của SBS Drama Award 2013 cùng với Lee Hwi-jae và Kim Woo-bin.
Năm 2015, trong thời kì mang thai bé Ji Yoo, Lee Bo Young đã cho xuất bản Time of Love, một tuyển tập các bài viết về chủ đề tình yêu trong 23 cuốn sách có ảnh hưởng lớn đến cô khi còn nhỏ cũng như khi trưởng thành. Một trong số đó là cuốn Hoàng tử bé.
Năm 2017, Lee Bo Young tiếp tục làm MC cho SBS Drama Award 2017 cùng với Shin Dong-yup.

## Cuộc sống cá nhân
Lee Bo Young gặp nam diễn viên Ji Sung trong bộ phim Điệu nhảy cuối cùng (2004). Năm 2007, họ xác nhận mối quan hệ của mình.
Ngày 2 tháng 8 năm 2013, họ thông báo đính hôn khi đăng tải bức thư tay trên các trang web hâm mộ chính thức của mình.
Hai người kết hôn vào ngày 27 tháng 9 năm 2013 tại Aston House, W Seoul Walkerhill Hotel, con gái đầu lòng của họ ra đời ngày 12 tháng 6 năm 2015,tên của cô bé là Kwak Ji Yoo.
Ngày 5 tháng 2 năm 2019, Lee Bo Young và Ji Sung đón chào con thứ hai, cậu bé được đặt tên là Kwak Woo Seong. Tổ ấm của Lee Bo-young và Ji Sung là gia đình được yêu mến hàng đầu tại Hàn Quốc.

## Phim

### Truyền hình
| Năm  | Tên phim                                                                     | Vai diễn                                         | Bạn diễn                                                                  | Số tập | Kênh |
| ---- | ---------------------------------------------------------------------------- | ------------------------------------------------ | ------------------------------------------------------------------------- | ------ | ---- |
| 2003 | Escape from Unemployment                                                     | Cha Mi Rim                                       | Lee Jung-jin, Kim Hyun-soo, Shim Hyung-tak, Nam Sang-mi, Lee Soon-jae     | 36     | SBS  |
| 2003 | Long Live Love                                                               | Se-ryung                                         | Choi Jung-won, Jung Chan, Lee Tae-ran, Kang Sung-jin                      | 50     | SBS  |
| 2004 | People of the Water Flower Village                                           | Yoo Yeo-kyung                                    | Song Il-gook, Hong Su-min, Jeon Mu-song, Kim Eun-yeong, Ryu Deok-hwan     | 26     | MBC  |
| 2004 | Jang Gil San                                                                 | Kwi-rye                                          | Yoo Oh Sung, Han Go Eun, Kim Young Ho, Jung Joon Ha, Choi Jae Sung        | 50     | SBS  |
| 2004 | Save the Last Dance for Me - Điệu nhảy cuối cùng                             | Yoon Soo-jin                                     | Ji Sung, Eugene, Ryu Soo-young                                            | 20     | SBS  |
| 2005 | Encounter                                                                    | Choi Eom-ji                                      | Kang Kyung-joon, Choi Sang-hyun, Lee Hye-sook, Park Eun-bin               |        | MBC  |
| 2005 | My Sweetheart, My Darling - Người yêu dấu                                    | Yoo In-young                                     | Kim Seung-su, Lee Chang-hoon, Oh Ju-eun                                   | 159    | KBS1 |
| 2005 | Song of the Prince - Ballad of Seodong - Bài ca Seo Dong                     | Công chúa Seonhwa Của Silla                      | Jo Hyun-jae, Ryu Jin, Sulli Choi, Goo Hye-sun                             | 55     | SBS  |
| 2006 | Mr. Goodbye - Hẹn gặp lại anh                                                | Choi Young-in                                    | Ahn Jae-wook, Oh Yoon-ah, Jo Dong-hyuk                                    | 16     | KBS2 |
| 2006 | Queen of the Game - Nữ hoàng cuộc chơi                                       | Kang Eun-seol                                    | Joo Jin-mo, Choi Joon-yong, Soo-hyun, Han Jin-hee                         | 20     | SBS  |
| 2010 | Becoming a Billionaire - Birth of a Rich Man - Giấc mơ triệu phú             | Lee Shin-mi                                      | Ji Huyn-woo, Lee Si-young, Namkoong Min                                   | 20     | KBS2 |
| 2010 | Harvest Villa                                                                | Yoon Seo-rin                                     | Shin Ha-kyun, Baek Yoon-sik, Kim Chang-wan, Jo Mi-ryung                   | 16     | tvN  |
| 2010 | Athena: Goddess of War - Âm mưu Athena: Nữ thần chiến tranh                  | Jo Soo Young (khách mời, tập 3-5)                | Jung Woo-sung, Cha Seung-won, Soo Ae, Lee Ji-ah, Kim Min-jong, Choi Siwon | 20     | SBS  |
| 2011 | Bravo, My Love! - A Thousand Affections - Hooray for Love - Yêu nhau dài lâu | Kang Jae-mi                                      | Lee Tae-sung, Jin I-han, Bae Jong-ok, Chun Ho-jin                         | 57     | MBC  |
| 2012 | Man from the Equator - Người đàn ông từ Xích đạo                             | Han Ji-won                                       | Uhm Tae-woong, Lee Joon-hyuk, Lim Jung-eun                                | 20     | KBS2 |
| 2012 | My Daughter Seo-young - Seo Young của bố                                     | Lee Seo Young                                    | Lee Sang-yoon, Chun Ho-jin, Park Hae-jin                                  | 50     | KBS2 |
| 2013 | I Hear Your Voice - Đôi tai ngoại cảm                                        | Jang Hye Sung                                    | Lee Jong-suk, Yoon Sang-hyun, Lee Da-hee                                  | 18     | SBS  |
| 2014 | God's Gift - 14 Days                                                         | Kim Soo Hyun                                     | Jo Seung-woo, Kim Tae-woo, Jung Gyu-woon, Kim Yoo-bin                     | 16     | SBS  |
| 2014 | Pinocchio                                                                    | Hye Sung chỉ đường taxi (cameo giọng nói, tập 3) | Lee Jong-suk, Park Shin-hye, Kim Young-kwang, Lee Yu-bi                   | 20     | SBS  |
| 2017 | Whisper - Lời thì thầm của tội ác                                            | Shin Young-joo                                   | Lee Sang-yoon, Kwon Yul, Park Se-young                                    | 17     | SBS  |
| 2018 | Mother - Người mẹ                                                            | Kang Soo Jin                                     | Heo Yool, Lee Hye-young, Ko Sung-hee                                      | 16     | tvN  |
| 2020 | When My Love Blooms - Khi tình yêu nở rộ                                     | Yoon Ji-soo                                      | Yoo Ji-tae, Park Jin-young, Jeon So-nee                                   | 16     | tvN  |
| 2020 | Start Up - Khởi nghiệp                                                       | Người phụ nữ ở quán rượu (cameo, tập 10)         | Bae Suzy, Nam Joo-hyuk, Kim Seon-ho, Kang Han-na                          | 16     | tvN  |
| 2021 | Mine - Sở hữu                                                                | Seo Hee Soo                                      | Kim Seo-hyung, Ok Ja Yeon, Lee Hyun Wook                                  | 16     | tvN  |
| 2023 | Agency - Công Ty Quảng Cáo                                                   | Go Ah In                                         | Son Naeun, Jo Sung Ha, Han Joon Woo, Jun Hye Jin                          | 16     |      |

### Điện ảnh
| Năm  | Phim                                                             | Vai               | Bạn diễn                                                                                           |
| ---- | ---------------------------------------------------------------- | ----------------- | -------------------------------------------------------------------------------------------------- |
| 2004 | My Brother                                                       | Mi-ryung          | Shin Ha-Kyun, Won Bin, Kim Hae-Sook, Kim Jong-Man, Kim Jung-Tae                                    |
| 2006 | A Dirty Carnival - Mean Streets                                  | Hyun-joo          | Zo In-Sung, Namgung Min, Cheon Ho-Jin, Yoon Je-Moon, Jin Goo                                       |
| 2008 | Once Upon a Time - Ngày xửa ngày xưa                             | Haruko / Choon-ja | Park Yong-woo, Kim Eung-Soo, Kim Soo-Hyun, Ahn Kil-Kang, Lim Hyung-Joon, Song Dong-Il, Jo Hee-Bong |
| 2009 | More Than Blue - A Story Sadder than Sadness - Mong em hạnh phúc | Eun-won ("Cream") | Kwon Sang-woo, Lee Beom-soo, Jung Ae-Youn                                                          |
| 2009 | I Am Happy                                                       | Soo-kyung         | Hyun Bin                                                                                           |

## Chương trình
| Năm  | Chương trình                                    | Ghi chú                | Kênh      |
| ---- | ----------------------------------------------- | ---------------------- | --------- |
| 2007 | She's Olive - Lee Bo-young from Grasse to Paris |                        | O'live TV |
| 2013 | eat CITY - Lee Bo-young's Italian Cafe          |                        | O'live TV |
| 2013 | Running Man                                     | khách mời, tập 142     | SBS       |
| 2013 | Happy Together                                  | khách mời, tập 275     | KBS2      |
| 2013 | Hwasin Show                                     | khách mời , tập 16     | SBS       |
| 2013 | SBS Drama Awards                                | MC                     | SBS       |
| 2014 | Healing Camp, Aren't You Happy                  | khách mời, tập 130-131 | SBS       |

## Video âm nhạc
| Năm  | Tên bài hát       | Nghệ sĩ thể hiện |
| ---- | ----------------- | ---------------- |
| 2010 | "Crying, Calling" | Zia & 4Men       |

## Giải thưởng và đề cử
| Năm  | Giải thưởng                                     | Thể loại                                                       | Đề cử                                                                            | Kết quả   |
| ---- | ----------------------------------------------- | -------------------------------------------------------------- | -------------------------------------------------------------------------------- | --------- |
| 2005 | SBS Drama Awards                                | Ngôi sao mới                                                   | Thự Đồng ca (vai Công chúa Seonhwa )                                             | Đoạt giải |
| 2005 | KBS Drama Awards                                | Nữ diễn viên mới xuất sắc nhất                                 | My Sweetheart, My Darling (vai Yoo In Young)                                     | Đoạt giải |
| 2006 | 14th Chunsa Film Art Awards                     | Nữ diễn viên mới xuất sắc nhất                                 | A Dirty Carnival (vai Hyun Joo)                                                  | Đoạt giải |
| 2006 | SBS Drama Awards                                | Top 10 Stars                                                   | Queen of the Game (vai Kang Eun Seol)                                            | Đoạt giải |
| 2006 | Giải thưởng truyền hình KBS 2006                | Nữ diễn viên xuất sắc                                          | Mr. Goodbye (vai Choi Young In)                                                  | Đề cử     |
| 2007 | 3rd Andre Kim Ngôi sao mới xuất sắc nhất        | Ngôi sao nữ                                                    | —                                                                                | Đoạt giải |
| 2008 | 44th Baeksang Arts Awards                       | Nữ diễn viên mới xuất sắc nhất                                 | Once Upon a Time (vai Haruko / Choon-ja)                                         | Đề cử     |
| 2009 | 4th Andre Kim Best Star Awards                  | Ngôi sao nữ                                                    | —                                                                                | Đoạt giải |
| 2010 | Giải thưởng phim truyền hình KBS 2010           | Nữ diễn viên xuất sắc cho phim trung và dài                    | Becoming a Billionaire (vai Lee Shin Mi)                                         | Đề cử     |
| 2011 | Giải thưởng phim truyền hình MBC năm 2011       | Nữ diễn viên xuất sắc thể loại phim ít tập                     | Bravo, My Love! (vai Kang Jae Mi)                                                | Đoạt giải |
| 2012 | Giải thưởng phim truyền hình KBS 2012           | Nữ diễn viên xuất sắc trong phim truyền hình                   | My Daughter Seo-young (vai Lee Seo Young), Man from the Equator (vai Han Ji Won) | Đề cử     |
| 2012 | Giải thưởng phim truyền hình KBS 2012           | Nữ diễn viên xuất sắc do người hâm mộ bình chọn                | My Daughter Seo-young (vai Lee Seo Young), Man from the Equator (vai Han Ji Won) | Đề cử     |
| 2012 | Giải thưởng phim truyền hình KBS 2012           | Nữ diễn viên xuất sắc cho phim trung và dài                    | Man from the Equator (vai Han Ji Won)                                            | Đoạt giải |
| 2012 | Giải thưởng phim truyền hình KBS 2012           | Nữ diễn viên xuất sắc cho phim dài tập                         | My Daughter Seo-young (vai Lee Seo Young)                                        | Đề cử     |
| 2012 | Giải thưởng phim truyền hình KBS 2012           | Cặp đôi đẹp nhất (với Lee Sang-yoon)                           | My Daughter Seo-young (vai Lee Seo Young)                                        | Đoạt giải |
| 2013 | Giải thưởng Nghệ thuật Baeksang lần thứ 49      | Nữ diễn viên chính xuất sắc nhất - phim truyền hình            | My Daughter Seo-young (vai Lee Seo Young)                                        | Đề cử     |
| 2013 | Mnet 20's Choice Awards lần thứ 7               | 20’s Ngôi sao truyền hình – Nữ                                 | My Daughter Seo-young (vai Lee Seo Young), Đôi tai ngoại cảm (vai Jang Hye Sung) | Đề cử     |
| 2013 | Giải thưởng phim truyền hình Hàn Quốc lần thứ 6 | Grand Prize (Daesang)                                          | My Daughter Seo-young (vai Lee Seo Young), Đôi tai ngoại cảm (vai Jang Hye Sung) | Đoạt giải |
| 2013 | Giải thưởng phim truyền hình Hàn Quốc lần thứ 6 | Cặp đôi đẹp nhất (với Lee Jong-suk)                            | Đôi tai ngoại cảm (vai Jang Hye Sung)                                            | Đoạt giải |
| 2013 | Style Icon Asia lần thứ 6                       | Top 10 Style Icons                                             | Đôi tai ngoại cảm (vai Jang Hye Sung)                                            | Đề cử     |
| 2013 | 2nd APAN Star Awards                            | Nữ diễn viên xuất sắc hàng đầu                                 | My Daughter Seo-young (vai Lee Seo Young), Đôi tai ngoại cảm (vai Jang Hye Sung) | Đoạt giải |
| 2013 | 2nd APAN Star Awards                            | Cặp đôi đẹp nhất (với Lee Jong-suk)                            | Đôi tai ngoại cảm (vai Jang Hye Sung)                                            | Đoạt giải |
| 2013 | Giải thưởng phim truyền hình SBS 2013           | Grand Prize (Daesang)                                          | Đôi tai ngoại cảm (vai Jang Hye Sung)                                            | Đoạt giải |
| 2013 | Giải thưởng phim truyền hình SBS 2013           | Nữ diễn viên xuất sắc nhất thể loại phim ít tập                | Đôi tai ngoại cảm (vai Jang Hye Sung)                                            | Đề cử     |
| 2013 | Giải thưởng phim truyền hình SBS 2013           | Giải thưởng do nhà sản xuất bình chọn                          | Đôi tai ngoại cảm (vai Jang Hye Sung)                                            | Đoạt giải |
| 2013 | Giải thưởng phim truyền hình SBS 2013           | Top 10 ngôi sao hàng đầu                                       | Đôi tai ngoại cảm (vai Jang Hye Sung)                                            | Đoạt giải |
| 2013 | Giải thưởng phim truyền hình SBS 2013           | Giải thưởng nghệ sĩ nổi tiếng do dân mạng bình chọn            | Đôi tai ngoại cảm (vai Jang Hye Sung)                                            | Đề cử     |
| 2014 | Giải thưởng Nghệ thuật Baeksang lần thứ 50      | Nữ diễn viên chính xuất sắc nhất - phim truyền hình            | Đôi tai ngoại cảm (vai Jang Hye Sung)                                            | Đoạt giải |
| 2014 | Giải thưởng phim truyền hình SBS 2014           | Nữ diễn viên xuất sắc nhất thể loại phim ít tập                | God's Gift - 14 Days (vai Kim Soo Hyun)                                          | Đề cử     |
| 2017 | 1st The Seoul Awards                            | Nữ diễn viên chính xuất sắc nhất                               | Whisper (vai Shin Young Joo)                                                     | Đề cử     |
| 2017 | Giải thưởng phim truyền hình SBS 2017           | Nữ diễn viên xuất sắc nhất phim phát sóng vào thứ Hai - thứ Ba | Whisper (vai Shin Young Joo)                                                     | Đoạt giải |
| 2018 | Giải Phim truyền hình Quốc tế Seoul lần thứ 13  | Nữ diễn viên chính xuất sắc nhất                               | Mother (vai Kang Soo Jin)                                                        | Đoạt giải |
| 2018 | Giải thưởng Nghệ thuật Baeksang lần thứ 54      | Nữ diễn viên chính xuất sắc nhất - phim truyền hình            | Mother (vai Kang Soo Jin)                                                        | Đề cử     |
| 2018 | 6th APAN Star Awards                            | Nữ diễn viên xuất sắc nhất thể loại phim ít tập                | Mother (vai Kang Soo Jin)                                                        | Đề cử     |

## Liên kết
- Fanpage tại Việt Nam của Lee Bo-young trên Facebook
- Fanpage tại Việt Nam của Lee Bo-young trên Instagram
- NAVER
- Lee Bo-young tại J Wide Company (tiếng Hàn)
- Lee Bo-young fan cafe tại Daum (tiếng Hàn)
- Lee Bo-young trên HanCinema
- Lee Bo-young tại Korean Movie Database
- Lee Bo-young trên IMDb